# گراهام روبرتس
 گراهام روبرتس  (به انگلیسی: Graham Roberts) (زاده ۳ ژوئیه ۱۹۵۹ - ساوت‌همپتون) بازیکن فوتبال سابق تیم ملی فوتبال انگلیس، باشگاه فوتبال چلسی، باشگاه فوتبال تاتنهام و باشگاه فوتبال رنجرز است.روبرتس ۶ بازی ملی در کارنامه دارد. وی در تاریخ ۲۸ مه ۱۹۸۳ نخستین بازی ملی خود را در مقابل تیم ملی فوتبال ایرلند شمالی انجام داد و با حضور در ۶ بازی ملی، در تاریخ ۲ ژوئن ۱۹۸۴ واپسین بازی ملی‌اش را در برابر تیم ملی فوتبال اتحاد جماهیر شوروی سوسیالیستی برگزار کرد.